# Conga por la Diversidad de Cuba
La Conga por la Diversidad de Cuba, también denominada Conga cubana contra la homofobia y la transfobia, es una manifestación que se celebra de forma anual en la ciudad de La Habana, capital de Cuba, en conmemoración del Día Internacional contra la Homofobia, la Transfobia y la Bifobia, sirviendo también como la principal celebración del orgullo LGBTI en la isla. Su recorrido habitualmente es por la Avenida 23 de la capital cubana.

## Historia
La primera marcha se realizó en 2008, siendo organizada por el Centro Nacional de Educación Sexual (Cenesex) y ha formado parte de las actividades de la Jornada Cubana contra la Homofobia y la Transfobia, celebrada habitualmente en mayo. Tras la realización de la segunda marcha en mayo de 2009, organizaciones LGBTI independientes denunciaron el arresto de alrededor de 60 homosexuales en la Playa del Chivo.
En 2019 la Conga por la Diversidad fue suspendida por parte del Cenesex —argumentando "nuevas tensiones en el contexto internacional y regional"—, ante lo cual el 12 de mayo se desarrolló de manera espontánea una marcha alternativa del orgullo LGBTI, que se reunió en el Parque Central de La Habana recorriendo el Paseo del Prado hasta el Malecón, la cual fue dispersada por la policía y al menos tres activistas fueron detenidos.
La conga programada para el 14 de mayo de 2022 fue suspendida; el Cenesex señaló que la decisión fue tomada como señal de respeto hacia las víctimas de la explosión en el Hotel Saratoga ocurrida el 6 de mayo.